# Killing Machine
Killing Machine (с англ. — «Машина для убийства») — пятый студийный альбом британской хеви-метал-группы Judas Priest, вышедший в октябре 1978 года в Великобритании и в марте 1979 года в США. В Соединенных Штатах он был выпущен под другим названием Hell Bent for Leather.

## Об альбоме
Альбом показал, что Judas Priest направились к более коммерческому стилю, однако некоторые песни всё ещё имели тексты, основная тематика которых была отражена в тёмных лирических куплетах (как на предыдущих альбомах группы).
Вместе со звучанием изменилась и стилистика: на обложке ключевое место занимает кожа и металл, ставшая символом метала. В США альбом вышел под названием Hell Bent for Leather, так как американской компании не понравилось настоящее название альбома. Трек «The Green Manalishi (With the Two-Pronged Crown)» являвшийся кавером на одноимённую песню группы Fleetwood Mac был также включён в состав американского издания по просьбе компании-издателя.
Альбом был ремастирован в 2001 году, в его состав были включены два бонус-трека (в британском издании — три). Бонус-трек «Fight for You Life» был «оригинальной» версией композиции Judas Priest «Rock Hard Ride Free» (с альбома Defenders of the Faith). «The Green Manalishi (With the Two-Pronged Crown)» являлся бонус-треком, изданным лишь в Великобритании, однако трек оставил свой след среди американских поклонников группы.
В 2010 году лейбл Audio Fidelity выпустил 24-каратный золотой компакт-диск альбома Killing Machine. Мастеринг был выполнен Стивом Хоффманом. Диск не содержит бонус-треков 2001 года.

## Значение
В марте 2024 года американский онлайн-ресурс Loudwire опубликовал обновлённый рейтинг дискографии группы из 19 студийных альбомов и разместил этот диск в нём на десятом месте.

## Список композиций
| №   | Название                                                                                                 | Автор(ы)                                  | Длительность |
| --- | --- | ----------------------------------------- | ------------ |
| 1.  | «Delivering the Goods»                                                                                   | Роб Хэлфорд, Кеннет Даунинг, Гленн Типтон | 4:16         |
| 2.  | «Rock Forever»                                                                                           | Хэлфорд, Даунинг, Типтон                  | 3:19         |
| 3.  | «Evening Star»                                                                                           | Хэлфорд, Типтон                           | 4:06         |
| 4.  | «Hell Bent for Leather»                                                                                  | Типтон                                    | 2:41         |
| 5.  | «Take On the World»                                                                                      | Хэлфорд, Типтон                           | 3:00         |
| 6.  | «Burnin’ Up»                                                                                             | Даунинг, Типтон                           | 4:07         |
| 7.  | «The Green Manalishi (With the Two-Pronged Crown)» (Fleetwood Mac (Бонус-трек из американского издания)) | Питер Грин                                | 3:23         |
| 8.  | «Killing Machine»                                                                                        | Типтон                                    | 3:01         |
| 9.  | «Running Wild»                                                                                           | Типтон                                    | 2:58         |
| 10. | «Before the Dawn»                                                                                        | Хэлфорд, Типтон, Даунинг                  | 3:23         |
| 11. | «Evil Fantasies»                                                                                         | Хэлфорд, Типтон, Даунинг                  | 4:15         |

Слова и музыка всех песен — Хэлфорд, Даунинг и Типтон.
| №   | Название                                                                            | Длительность |
| --- | ----------------------------------------------------------------------------------- | ------------ |
| 12. | «Fight for Your Life» (Запись 1982 года для сессий альбома Screaming for Vengeance) | 4:06         |
| 13. | «Riding on the Wind» (Живое выступление 29 мая 1983 года)                           | 3:16         |

## Участники записи
- Роб Хэлфорд — вокал
- Гленн Типтон — гитара
- Кей Кей Даунинг — гитара
- Иэн Хилл — бас-гитара
- Лес Бинкс — ударные

## Чарты
Billboard (США)
| Год  | Чарт       | Позиция |
| ---- | ---------- | ------- |
| 1979 | Поп-музыка | 128     |